# Етюд за осата
„Етюд за осата“ е български телевизионен игрален филм (късометражен, новела, сатира) от 1976 година на режисьора Стефан Тодоров, по сценарий на Росен Босев. Оператор е Георги Ангелов. Музиката е на Виктор Самуилов и Иван Игнев. Художник е Николай Сърчаджиев.

## Актьорски състав
| Роля       | Изпълнител       |
| ---------- | ---------------- |
| Стефанов   | Стефан Мавродиев |
| Домусчиев  | Евстати Стратев  |
| Мария      | Елена Райнова    |
| старшината | Веселин Борисов  |
| приятелят  | Васил Бъчваров   |
| Маринов    | Стефан Стефанов  |
|            | Виктор Самуилов  |